# Institut d'Agroquímica i Tecnologia dels Aliments
L'Institut d'Agroquímica i Tecnologia d'Aliments (IATA) és un centre dependent del Consell Superior d'Investigacions Científiques (CSIC) dedicat a la investigació en biotecnologia, conservació, qualitat i ciència dels aliments al País Valencià. Està situat a Paterna (València), pròxim al Campus de Burjassot-Paterna de la Universitat de València.

## Història
Va tenir el seu origen l'any 1957, al Departament de Química Vegetal del desaparegut Institut de Química "Alonso Barba" del Patronat Juan de la Cierva d'Investigació Científica i Tècnica, a iniciativa d'Eduardo Primo Yúfera. Inicialment va estar situat en els laboratoris del semisoterrani de la Facultat de Ciències de la Universitat de València. El 1966 adquireix el nom d'Institut d'Agroquímica i Tecnologia d'Aliments i és traslladat a un edifici al carrer Jaume Roig de València. El 1995 es trasllada a la seva ubicació actual a Paterna, a 7 quilòmetres de València. L'antiga seu del carrer Jaume Roig està actualment ocupada per l'Institut de Biomedicina de València.
Les primeres investigacions de l'Institut d'Agroquímica i Tecnologia d'Aliments s'enfocaven a aliments vegetals d'importància econòmica al País Valencià, principalment cítrics i arròs, però amb el pas del temps va anar ampliant les seves línies de recerca en funció de la demanda de diferents sectors agroalimentaris. A conseqüència de la seva important i dilatada activitat investigadora l'IATA va esdevenir un centre de referència a nivell nacional i internacional. En els anys seixanta va fundar la Revista d'Agroquímica i Tecnologia d'Aliments, que des de 1995 rep el nom de Food Science and Technology International, s'edita per SAGE Publications i té un factor d'impacte al Science Citation Index de 0,58.
Línies d'investigació relacionades amb l'agronomia, el medi ambient i els recursos naturals promogudes inicialment a l'Institut d'Agroquímica i Tecnologia d'Aliments, van servir de germen per a la creació posterior d'altres centres independents com l'Institut de Biologia Molecular i Cel·lular de Plantes (IBMCP) i el Centre d'Investigacions sobre Desertificació (CIDE).

## Grups de recerca
Els grups de recerca de l'Institut d'Agroquímica i Tecnologia d'Aliments s'integren en tres departaments amb la següent estructura:
- Departament de biotecnologia d'aliments:
  - Microbiologia molecular de llevats industrials.
  - Biotecnologia de fongs.
  - Immunologia analítica d'aliments.
  - Bacteris làctics i probiòtics.
  - Llevats de fleca.
  - Resposta enfront de patògens.
  - Estructura i funció de proteïnes.
  - Taxonomia molecular.
  - Enzims víniques.
  - Activitat biològica de compostos alimentaris.

- Departament de ciències dels aliments:
  - Ciència de la carn.
  - Fisiologia i biotecnologia postcollita.
  - Cereals.
  - Sucs de fruites.
  - Eco-fisiologia microbiana i nutrició.

- Departament de conservació i qualitat d'Aliments:
  - Envasos.
  - Contaminació metàl·lica.
  - Processos de conservació.
  - Propietats físiques i sensorials.
  - Nous materials i nanotecnologia.

## Adreça
- Avinguda Agustín Escardino 7, 46980 Paterna (València), Espanya
- Tel. +34 963900022. Fax: +34 963636301.